# Gent amb classe
Gent amb classe (títol original: Relative Values) és una pel·lícula britànica del 2000 basada en Relative values de Noël Coward. És protagonitzada per Julie Andrews, Colin Firth, William Baldwin, Jeanne Tripplehorn i Stephen Fry. Ha estat doblada al català.

## Argument
Una famosa actriu estatunidenca, Miranda Frayle, està en parella amb l'actor Don Lucas i els dos filmen totes les seves pel·lícules junts. Quan deixen de protagonitzar les mateixes pel·lícules junts i d'assistir als mateixos esdeveniments, la premsa comença a preguntar-se per la vida amorosa de l'actriu i aviat descobreixen que està en parella amb un aristòcrata. Aquesta situació no li agrada a la seva anterior parella.
Lord Nigel Marshwood es compromet amb la famosa actriu i decideix visitar al costat de Miranda a Felicity, la seva mare, en la seva llar a Anglaterra.
Tots dos són perseguits per Don Lucas que pretén continuar amb la relació, Miranda ha d'afrontar aquesta situació per poder casar-se amb Nigel, a més de les exigències de la seva mare i una situació inesperada, que ella desconeixia, que sorgeix en la llar dels Marshwood.

## Repartiment
- Julie Andrews: Lady Felicity Marshwood.
- Edward Atterton: Lord Nigel Marshwood.
- William Baldwin: Don Lucas.
- Colin Firth: Peter Ingleton.
- Stephen Fry: Frederick Crestwell.
- Sophie Thompson: Daura Moxton 'Moxie'.
- Jeanne Tripplehorn: Miranda Frayle / Freda Birch.
- Stephanie Beacham: Elizabeth.
- Gaye Brown: Lady Hayling.
- Anwen Carlisle: Alice.
- Kathryn Dimery: Mrs Crane.
- Charles Edwards: Phillip Bateman-Tobias.
- Michael Higgs: Director de cinema.
- John Hinnigan: Home de cavallerisa.
- Patrick Marley: Hawkins.

## Nominacions
| Any  | Premi                             | Categoria                            | Per             | Resultat |
| ---- | --------------------------------- | ------------------------------------ | --------------- | -------- |
| 2001 | Premis London Critics Circle Film | Actriu secundària britànica de l'any | Sophie Thompson | Nominada |